# Corina Căprioriu
Corina Căprioriu (Lugoj, 18 de julho de 1986) é uma judoca romena que conquistou a medalha de prata na categoria até 57 kg dos Jogos Olímpicos de Londres 2012.